# 40號州際公路
40號州際公路（英語：Interstate 40，簡稱I-40）是美國州際公路系統的一部份。西起加利福尼亞州巴斯托（與15號州際公路交匯），東在北卡羅萊納州威爾明頓與美國國道117和北卡羅萊納州公路132交匯，途径八州共计2,555.10英里（4,112.03）。该州际公路自加利福尼亚州巴斯托的起点至俄克拉荷马城的路段均为历史上66号公路的一部分，而自俄克拉何马城以东则基本和64号美国国道与70号美国国道平行。
40号州际公路是1956年联邦州际公路法案批准建造的州际公路之一，其号码则于1957年获批。该公路原定的东部终点为和85号州际公路的交汇点北卡罗莱纳州格林斯伯勒，但美国联邦公路管理局日后决定将其向东延申，因此其终点变为今日的威尔明顿。格林斯伯勒至威尔明顿路段也因此在1990年才竣工，是40号州际公路最晚竣工的一段。

## 各路段描述

### 加利福尼亚段

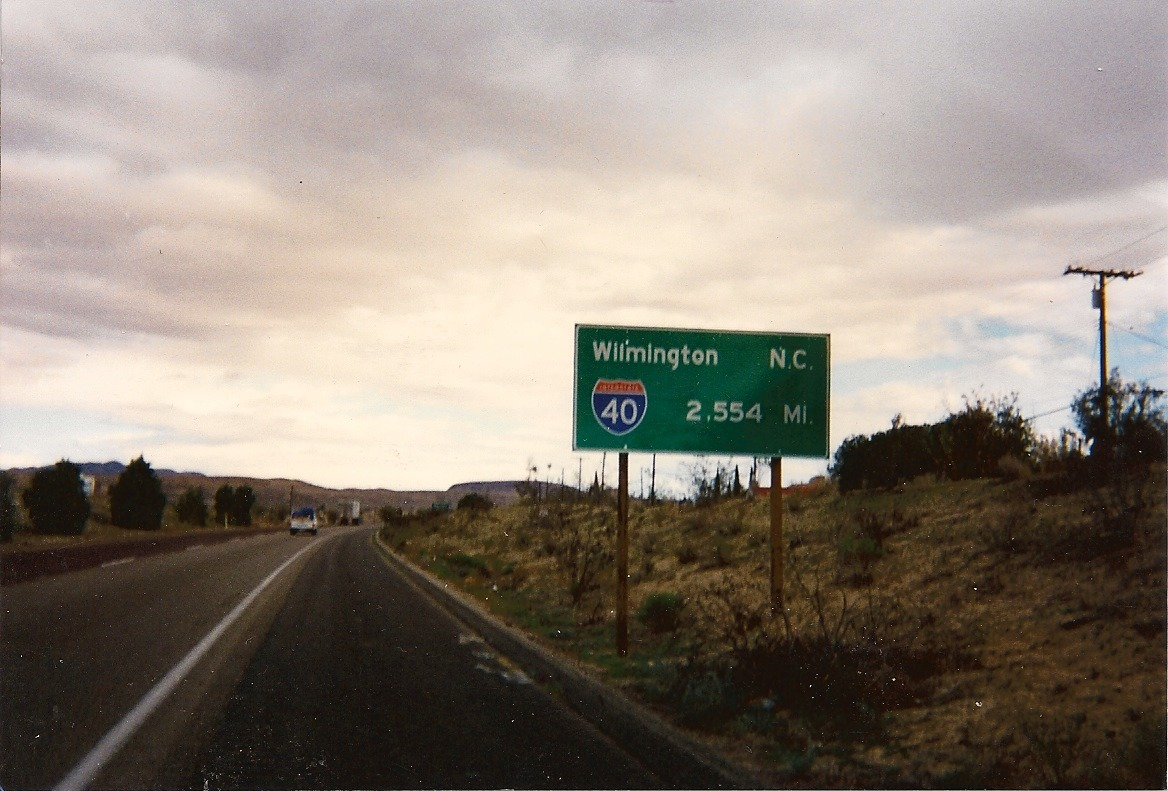
40号州际公路在巴斯托的西部起点的路牌，上面显示了通往威尔明顿的路程，这块路牌曾多次被盗

40号州际公路的加利福尼亚段全程均位于莫哈維沙漠中。该公路始于和15号州际公路交汇的巴斯托，从达盖特和巴斯托-达盖特机场南方穿过，并穿过纽伯里泉和勒德洛后和95号美国国道交汇。之后，该公路在莫哈維自然保护区南方穿过科罗拉多河进入亚利桑那州。 这段路线的限速为110公里/小时。
这一路段上显示到终点威尔明顿距离的路牌曾多次被盗。

### 亚利桑那段

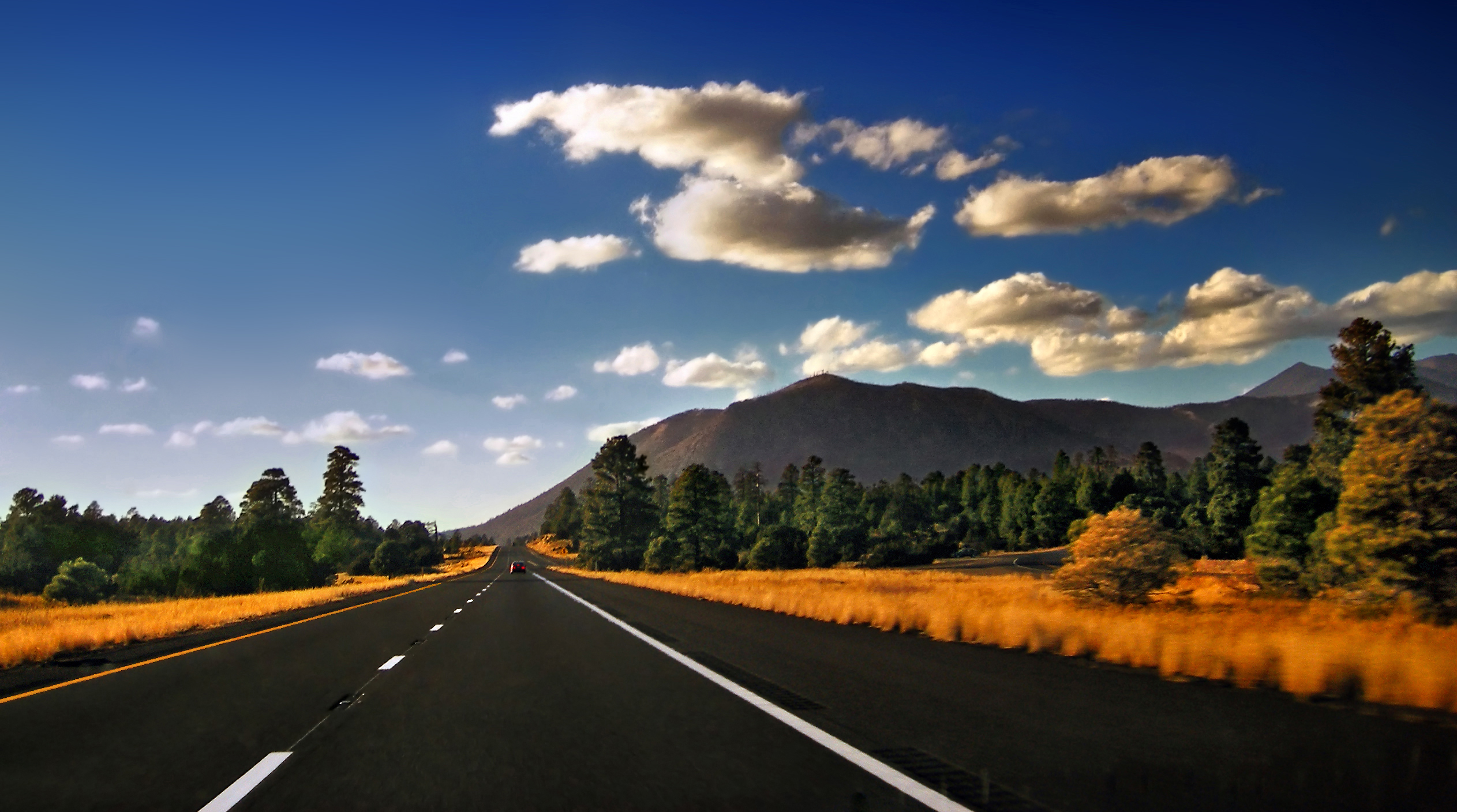
40号州际公路在亚利桑那州的最西端

40号州际公路自科罗拉多河畔的托波克进入亚利桑那州，后一路向东，在弗朗科尼亚开始逐渐转向北，并在尤卡转向正北后北上至金曼。到达金曼后40号州际公路转向东并开始和93号美国国道共行。两条道路在威肯勃格附近分开：93号美国国道向南通往凤凰城，40号州际公路则一路向东，在阿什福德和威廉姆斯分别和89号亚利桑那州州道和64号亚利桑那州州道交汇。之后40号州际公路在旗杆镇同17号州际公路交汇并转向东南，途径温斯洛后在霍尔布鲁克转向东北，一路穿过石化林国家公园、钱伯斯和纳瓦霍族保留地后在盖洛普附近进入新墨西哥州。

### 新墨西哥段
40号州际公路在进入新墨西哥州后同BNSF铁路平行，且大致沿纳瓦霍族保留地的南部边界穿过普埃科河河谷后进入盖洛普。之后40号州际公路沿东北方向前进，途径温格特堡进入西波拉国家森林，之后先后穿过阿科马印第安人保留地和拉古纳普韦布洛后和6号新墨西哥州州道交汇。此后40号州际公路进入阿布奎基，并在阿布奎基市区内和45号新墨西哥州州道交汇后穿过格兰德河。在过河后，40号州际公路先后和25号州际公路和556号新墨西哥州州道交汇，和前者的交汇点因其复杂的五层重叠式立交而被称为"Big I"。之后，该州际公路驶上桑迪亚-曼萨诺山脉，途中海拔最高可达2000米。在下山后，该州际公路一路向东，穿过北美大平原的高地平原部分，在圣罗莎附近通过佩科斯河。该州际公路在图克姆卡里和54号美国国道交汇，并最终进入德克萨斯州。

### 德克萨斯段
40号州际公路在进入德克萨斯州后分离出其第一条通勤路线I-40-A，并在奥尔德姆县转向东北，又在阿德里安转向东南后与385号美国国道交汇于维加。40号州际公路在威尔多拉多附近短暂转向正东，但很快又转回东南方向。该州际公路在阿马里洛市区开始和287号美国国道共行，并同27号州际公路交汇，这也是后者的北部终点。之后40号州际公路一路向东，途径阿马里洛国际机场，并在出阿马里洛市境同287号美国国道分离。此后40号州际公路穿过一大片尚未开发的原野，在格罗姆以东和70号德克萨斯州州道共行直到克拉仑敦。此后，州际公路周围的地形变为绵延不断的峡谷，在麦克里恩附近重新变为原野，并在德克斯奥拉进入俄克拉荷马州

### 俄克拉荷马段
40号州际公路在从德克斯奥拉进入俄克拉荷马州后于塞尔附近穿过红河支流北福克河，穿过卡斯特县、沃希托县和卡多县后进入俄克拉荷马城都市圈同35号州际公路交汇。在离开俄克拉荷马城市区后穿过戴尔市和中西市，最终在肖尼离开俄克拉荷马城都市圈。之后，40号州际公路在亨利埃塔和切克塔附近分别与385号俄克拉荷马州州道和69号美国国道交汇后在萨利索城南穿过阿肯色河进入阿肯色州。

### 阿肯色段
40号州际公路自多拉进入阿肯色州后一路向东南穿过史密斯堡都市圈内的范布伦，并开始和71号美国国道共行直到穿过贝拉维斯塔。之后，该州际公路进入欧扎克山脉，并分离出一条观景道路——23号阿肯色州州道。之后40号州际公路先后在克拉克斯维尔与拉塞尔维尔同64号美国国道和7号阿肯色州州道交汇，在康威转向南方并同64号美国国道一路共行直到离开小石城市区。同时，40号州际公路转向正东并和70号美国国道平行。此后，40号州际公路几乎都在阿肯色州的乡村穿行，交汇的道路包括在哈森交汇的63号美国国道、在布林克利交汇的49号美国国道、在福雷斯特城交汇的1号阿肯色州州道和在谢尔维尔交汇的79号美国国道。该州际公路在西孟菲斯跨过密西西比河进入田纳西州。

### 田纳西段

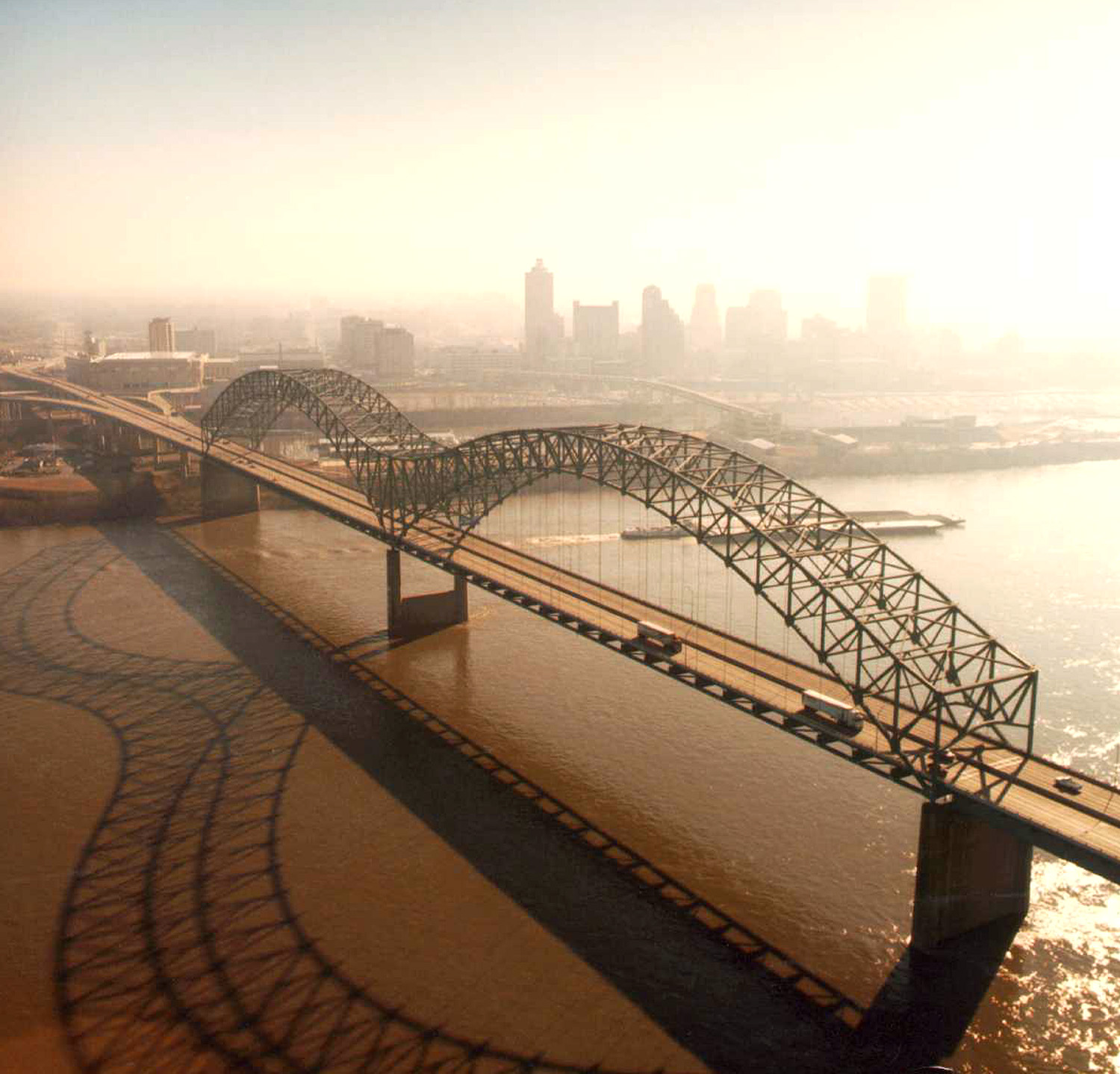
通过密西西比的大桥

40号州际公路在穿过密西西比冲积平原后进入孟菲斯市区后一路向东北同诸多田纳西州州道交汇。此后该州际公路在田纳西州的沼泽地间穿行，穿过哈奇国家野生动物保护区后和70号美国国道交汇并进入杰克逊与45号美国国道和412号美国国道交汇。40号州际公路在穿过一系列森林与农田混合的地形后跨过田纳西河进入该州中部的丘陵地带。在从田纳西州立大学南方3.2公里处穿过后40号州际公路进入纳什维尔市区且同24号州际公路有一小段共行。之后，40号州际公路一路向东，通过纳什维尔盆地的诸多农田后一路爬坡登上坎伯兰高原并进入诺克斯维尔市区和75号州际公路交汇，并几乎从田纳西大学主校区门外穿过。最后40号州际公路一路向东，进入切诺基国家森林后穿过阿帕拉契小径，并在不远处进入北卡罗莱纳州。

### 北卡罗莱纳段
40号州际公路进入北卡罗莱纳州后大致向正南方向在大烟山的隧道中穿行数十公里，在海伍德县境内同74号美国国道交汇并转向东，并一路穿过阿什维尔、希科里和斯泰茨维尔后在格林斯伯勒与85号州际公路交汇。40号州际公路在三角研究园附近再次掉转方向向南，并最终抵达威尔明顿。
在威尔明顿的道路上曾有一块显示通往巴斯托路程的路牌，但由于多次被盗，北卡罗莱纳州交通局宣布不再更换该路牌。。

## 里程及經過主要城市
| 所經州份     | 里程數   | 里程數   | 所經主要都市 粗體化的城鎮為使用在交通標誌上的正式指定定點城市                   |
| 所經州份     | 英里     | 公里     | 所經主要都市 粗體化的城鎮為使用在交通標誌上的正式指定定點城市                   |
| ------------ | -------- | -------- | ------------------------------------------------------------------------------- |
| 加利福尼亞州 | 154.61   | 248.82   | 聖貝納迪諾（經I-15）、巴斯托、尼多斯                                            |
| 亞歷桑那州   | 359.48   | 578.53   | 金曼、旗桿鎮                                                                    |
| 新墨西哥州   | 373.51   | 601.11   | 蓋路普、阿布奎基、聖塔羅莎、塔卡姆凱麗                                          |
| 德克薩斯州   | 177.10   | 285.11   | 阿馬里洛                                                                        |
| 奧克拉荷馬州 | 331.03   | 532.74   | 奧克拉荷馬市                                                                    |
| 阿肯色州     | 284.69   | 458.16   | 史密斯堡、小岩城                                                                |
| 田納西州     | 455.28   | 732.70   | 孟斐斯、納什維爾、諾克斯維爾                                                    |
| 北卡羅萊納州 | 419.40   | 674.96   | 阿什維爾、希科利、史岱茲堡、溫斯頓-賽倫、格林斯伯勒、德罕、洛利、班森、威爾明頓 |
| 全長         | 2,555.10 | 4,112.03 |                                                                                 |